# قرية القلمون
هي قرية قديمة في محافظة الوادي الجديد بجمهورية مصر العربية تقع على رابية مرتفعة وفي العصر التركي والمملوكي كانت عاصمة للواحات وكان بها مجلس الشرع الشريف , وبنيت مساجدها على طرز إسلامية جميلة وعليها لوحات خشبية منقوشة بآيات القرآن الكريم.
وتشتهر قرية القلمون بالنخيل والسياحة،
وكانت لهذه القرية أهمية كبرى، حيث أنها كانت عاصمة إقليم الواحات ( واحة الخارجة والداخلة والفرافرة والبحرية ) خلال العصر العثماني ،
ولقد صدرت وثائق من قرية القلمون تؤكد أنها كانت مقر حكم الواحات خلال العصر العثماني، حيث يوجد سجل برقم" 392" بدار الوثائق القومية به مجموعة حجج شرعية لموضوعات مختلفة من الواحات من سنة ( 409 هـ إلى سنة 1342 هـ )،
وقرية القلمون من القرى التي ورد ذكرها في العديد من المصادر التاريخية، منها مثلا ( صورة الأرض ) لابن حوقل ،
وذكرها ابن مماتي في ( قوانين الدواوين ) باسم حيز القلمون ، كما ذكرها ابن دقماق ضمن البلدان التي ذكرها في واحة الداخلة، وقال عنها أنها بلد كبير كلها كروم وبها كنيسة للنصارى، كما ذكرها القلقشندي أيضا .